# Verbrechen der Aggression

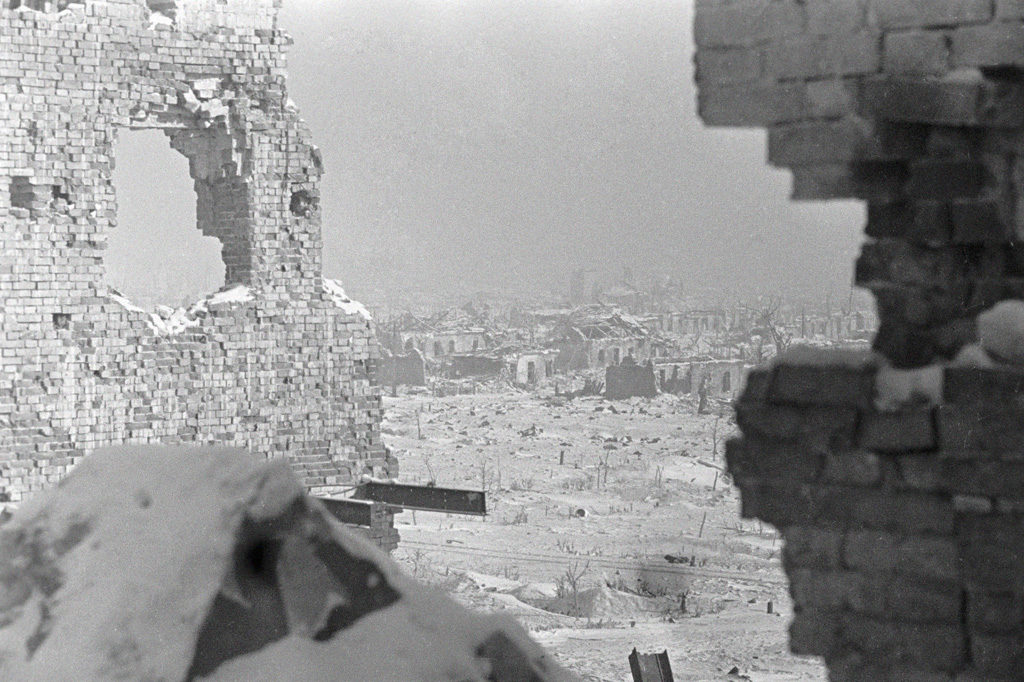
Stalingrad, Dezember 1942

Verbrechen der Aggression (englisch Crime of Aggression) ist ein Straftatbestand im Völkerstrafrecht und im deutschen Strafrecht. Gemäß Artikel 5, Absatz 1 Buchstabe d des Römischen Statuts fällt er in die Zuständigkeit des Internationalen Strafgerichtshofs (IStGH). In Deutschland ist der Tatbestand seit dem 1. Januar 2017 in § 13 des Völkerstrafgesetzbuches. Er ersetzte den zum 1. Januar 2017 weggefallenen § 80 StGB – Vorbereitung eines Angriffskrieges.

## Völkerrecht

### Entstehung
Die Grundlage der Definition von Aggression wurde bereits in der UN-Generalversammlung vom 14. Dezember 1974 gelegt. In der dort beschlossenen Resolution heißt es in Artikel 1:

„Aggression ist die Anwendung von Waffengewalt durch einen Staat, die gegen die Souveränität, die territoriale Unversehrtheit oder die politische Unabhängigkeit eines anderen Staates gerichtet oder sonst mit der Charta der Vereinten Nationen unvereinbar ist, wie in dieser Definition ausgeführt.“

Neben Artikel 1 wurde auch Artikel 3 dieser UN-Resolution wörtlich in das Römische Statut übernommen. Er nennt Handlungen, die in jedem Fall als Angriffshandlungen zu werten sind.
Von 2003 bis 2009 und insbesondere im Februar 2009 hatte die Special Working Group on the Crime of Aggression ‚Sonderarbeitsgruppe zum Verbrechen der Aggression‘, die Vorarbeiten zu einer Definition des Aggressionsbegriffs geleistet. Auf der ersten Revisionskonferenz des Statuts des Internationalen Strafgerichtshofs in Kampala, die gemäß Artikel 123 sieben Jahre nach Inkrafttreten desselben stattfinden muss, wurde diese Definition vorgelegt und konsensual akzeptiert. Es bot sich den Vertragsstaaten also die Gelegenheit, die seit Jahrzehnten diskutierte Frage nach dem Verbrechen der Aggression zu klären. Im Verhandlungsverlauf waren jedoch noch zwei kritische Punkte offen. Da das Verbrechen gegen die Menschlichkeit im Römischen Statut einer gesonderten Regelung unterworfen war, war unklar, ob die verdächtigten Staaten ihre Zustimmung für die Ausübung der Gerichtsbarkeit geben müssten. Unklar war darüber hinaus die Rolle des UN-Sicherheitsrates: Während eine Gruppe dafür plädierte, auch ohne ausdrückliche Zustimmung des Sicherheitsrates Gerichtsbarkeit zuzulassen, wenn er sechs Monate untätig bliebe, sprach sich eine andere dafür aus, dass vor jedem Verfahren der Sicherheitsrat an der Feststellung der Aggression des verdächtigten Staates mitgewirkt haben müsse.
In beiden Fragen konnte ein Kompromiss gefunden werden. Die Frage nach der Zustimmung wurde durch einen Vorschlag gelöst, der vorsieht, dass Nicht-Vertragsstaaten gar nicht der Gerichtsbarkeit unterworfen werden und Vertragsstaaten sich dieser per „Opt-out“ entziehen können. Die Zustimmung des Sicherheitsrates wurde erreicht, indem im Gegenzug einerseits dessen Kompetenz in der Suspendierung von laufenden Verfahren gestärkt und andererseits ein Kompromiss in der Festlegung des Zeitpunktes der Aktivierung der Gerichtsbarkeit gefunden wurde.

### Römisches Statut des Internationalen Strafgerichtshofes
Das Verbrechen der Aggression ist gleichzusetzen mit den drei anderen Straftatbeständen, die der Gerichtsbarkeit des Internationalen Strafgerichtshofes unterliegen, dem Völkermord, dem Verbrechen gegen die Menschlichkeit und dem Kriegsverbrechen. Mittels Änderungen des Römischen Statuts durch die Resolution RC/Res.6 vom 11. Juni 2010 wurde das Verbrechen der Aggression in Artikel 8bis des Statuts definiert. Nachdem mehr als 30 Vertragsstaaten die Neufassung ratifiziert hatten, ist die Änderung zum 1. Juli 2017 anwendbar.

### Wortlaut
Das Aggressionsverbrechen erhält im Römischen Statut in der deutschen Übersetzung folgenden Wortlaut:

„Artikel 8bis – Verbrechen der Aggression
(1) Im Sinne dieses Statuts bedeutet ‚Verbrechen der Aggression‘ die Planung, Vorbereitung, Einleitung oder Ausführung einer Angriffshandlung, die ihrer Art, ihrer Schwere und ihrem Umfang nach eine offenkundige Verletzung der Charta der Vereinten Nationen darstellt, durch eine Person, die tatsächlich in der Lage ist, das politische oder militärische Handeln eines Staates zu kontrollieren oder zu lenken.
(2) Im Sinne des Absatzes 1 bedeutet ‚Angriffshandlung‘ die gegen die Souveränität, die territoriale Unversehrtheit oder die politische Unabhängigkeit eines Staates gerichtete oder sonst mit der Charta der Vereinten Nationen unvereinbare Anwendung von Waffengewalt durch einen anderen Staat. Unabhängig von dem Vorliegen einer Kriegserklärung gilt in Übereinstimmung mit der Resolution 3314 (XXIX) der Generalversammlung der Vereinten Nationen vom 14. Dezember 1974 jede der folgenden Handlungen als Angriffshandlung:
a) die Invasion des Hoheitsgebiets eines Staates oder der Angriff auf dieses durch die Streitkräfte eines anderen Staates oder jede, wenn auch vorübergehende, militärische
Besetzung, die sich aus einer solchen Invasion oder einem solchen Angriff ergibt, oder jede gewaltsame Annexion des Hoheitsgebiets eines anderen Staates oder eines Teiles
desselben;
b) die Bombardierung oder Beschießung des Hoheitsgebiets eines Staates durch die Streitkräfte eines anderen Staates oder der Einsatz von Waffen jeder Art durch einen Staat gegen das Hoheitsgebiet
eines anderen Staates;
c) die Blockade der Häfen oder Küsten eines Staates durch die Streitkräfte eines anderen Staates;
d) ein Angriff der Streitkräfte eines Staates auf die Land-, See- oder Luftstreitkräfte oder die See- und Luftflotte eines anderen Staates;
e) der Einsatz von Streitkräften eines Staates, die sich mit der Zustimmung eines anderen Staates in dessen Hoheitsgebiet befinden, unter Verstoß gegen die in der entsprechenden Einwilligung oder Vereinbarung vorgesehenen Bedingungen oder jede Verlängerung ihrer Anwesenheit in diesem Hoheitsgebiet über den Ablauf der Geltungsdauer der Einwilligung oder Vereinbarung hinaus;
f) das Handeln eines Staates, wodurch er erlaubt, dass sein Hoheitsgebiet, das er einem anderen Staat zur Verfügung gestellt hat, von diesem anderen Staat dazu benutzt wird, eine Angriffshandlung gegen einen dritten Staat zu begehen;
g) das Entsenden bewaffneter Banden, Gruppen, irregulärer Kräfte oder Söldner durch einen Staat oder in seinem Namen, die mit Waffengewalt gegen einen anderen Staat Handlungen von solcher Schwere
ausführen, dass sie den oben aufgeführten Handlungen gleichkommen, oder seine wesentliche Beteiligung daran.“

### Führungsverbrechen
Indem der Tatbestand des Aggressionsverbrechens auf Personen beschränkt ist, welche „tatsächlich in der Lage [sind], das politische oder militärische Handeln eines Staates zu kontrollieren oder zu lenken“ (Absatz 1), können sich ausschließlich Angehörige der politischen oder militärischen Führungselite eines Staates strafbar machen (z. B. Ministerpräsidenten, Verteidigungsminister, militärische Oberbefehlshaber). Eine Beihilfestrafbarkeit von Nicht-Führungspersonen ist explizit ausgeschlossen. Damit können z. B. einfache Soldaten nicht wegen der Teilnahme an einem Aggressionsverbrechen strafrechtlich belangt werden.

### Schwellenklausel
Die in Artikel 8bis Absatz 2 aufgelisteten Aggressionshandlungen müssen „ihrer Art, ihrer Schwere und ihrem Umfang nach eine offenkundige Verletzung der Charta der Vereinten Nationen darstell[en]“ (Absatz 1), um den Tatbestand des Aggressionsverbrechens zu erfüllen. Aufgrund dieser sogenannten Schwellenklausel wird also nur ein Teilbereich völkerrechtswidriger Gewaltanwendung vom Verbrechenstatbestand erfasst. Nicht erfasst werden zum einen Aggressionshandlungen von geringer Intensität (z. B. kleinere Grenzscharmützel). Zum anderen sollen nur „eindeutige“ Fälle völkerrechtswidriger Gewaltanwendung verfolgt werden können. Insbesondere soll hierdurch erreicht werden, dass Handlungen, deren Völkerrechtskonformität umstritten ist (die sog. „völkerrechtliche Grauzone“), nicht erfasst werden. In diese völkerrechtliche Grauzone fallen etwa die humanitäre Intervention oder die präventive Selbstverteidigung. Wie die Schwellenklausel konkret im Einzelnen auszulegen ist, ist stark umstritten und wird voraussichtlich erst durch die zukünftige Rechtspraxis des Internationalen Strafgerichtshofes entschieden werden.

### Aktivierung der Zuständigkeit
Gemäß Art. 5 Abs. 2 des Römischen Statuts kann der IStGH die Gerichtsbarkeit über das Verbrechen der Aggression erst ausüben, wenn eine „Bestimmung angenommen worden ist, die das Verbrechen definiert und die Bedingungen für die Ausübung der Gerichtsbarkeit im Hinblick auf dieses Verbrechen festlegt.“ Eine Definition konnte auf der ersten Revisionskonferenz Kampala gefunden werden. Auch die Bedingungen für die Ausübung der Gerichtsbarkeit fanden einen Konsens. Es mussten jedoch zwei Drittel (notwendig für Statusänderungen) aller Vertragsstaaten des Rom-Statuts dieser Ausübung der Gerichtsbarkeit zustimmen. Dieser Zeitpunkt der Aktivierung war Teil eines Kompromisses um die Kompetenzen des UN-Sicherheitsrates und trägt den Personen Rechnung, die auf der ersten Revisionskonferenz eine Ausübung der Gerichtsbarkeit über das Verbrechen der Aggression noch für verfrüht hielten. Auf Grund dieser Aktivierungsklausel wurde am 15. Dezember 2017 beschlossen, dass die Gerichtsbarkeit über das Verbrechen der Aggression ab 17. Juli 2018 ausgeübt werden kann.